# Игра на кодове
Игра на кодове (на английски: The Imitation Game) е американски биографичен филм от 2014 г. Режисиран е от Мортен Тилдум, сценарият е написан от Греъм Мур, а Бенедикт Къмбърбач изпълнява главната роля на Алън Тюринг.

## Актьорски състав
| Актьор             | Роля             |
| ------------------ | ---------------- |
| Бенедикт Къмбърбач | Алън Тюринг      |
| Кийра Найтли       | Джоан Кларк      |
| Матю Гуд           | Хю Александър    |
| Рори Киниър        | детектив Нок     |
| Алън Лийч          | Джон Кеърнкрос   |
| Матю Биърд         | Питър Хилтън     |
| Чарлс Данс         | Алистър Денистън |
| Марк Стронг        | Стюарт Миниъс    |

## Награди и номинации
| Категория                                        | Номиниран(и)                | Резултат                    |
| Оскар (22 февруари 2015 г.)                      | Оскар (22 февруари 2015 г.) | Оскар (22 февруари 2015 г.) |
| ------------------------------------------------ | --------------------------- | --------------------------- |
| Най-добър адаптиран сценарий                     | Греъм Мур                   | награда                     |
| Най-добър филм                                   | Най-добър филм              | номинация                   |
| Най-добри декори                                 | Най-добри декори            | номинация                   |
| Най-добър режисьор                               | Мортен Тилдум               | номинация                   |
| Най-добър филмов монтаж                          | Уилям Голденбърг            | номинация                   |
| Най-добра филмова музика                         | Александър Деспла           | номинация                   |
| Най-добра мъжка роля                             | Бенедикт Къмбърбач          | номинация                   |
| Най-добра поддържаща женска роля                 | Кийра Найтли                | номинация                   |
| Награда на БАФТА (8 февруари 2015 г.)            |                             |                             |
| Най-добър филм                                   | Най-добър филм              | номинация                   |
| Най-добър британски филм                         | Най-добър британски филм    | номинация                   |
| Най-добри декори                                 | Най-добри декори            | номинация                   |
| Най-добри костюми                                | Най-добри костюми           | номинация                   |
| Най-добър звук                                   | Най-добър звук              | номинация                   |
| Най-добър адаптиран сценарий                     | Греъм Мур                   | номинация                   |
| Най-добър филмов монтаж                          | Уилям Голденбърг            | номинация                   |
| Най-добър актьор в главна роля                   | Бенедикт Къмбърбач          | номинация                   |
| Най-добра актриса в поддържаща роля              | Кийра Найтли                | номинация                   |
| Златен глобус (11 януари 2015 г.)                |                             |                             |
| Най-добър филм – драма                           | Най-добър филм – драма      | номинация                   |
| Най-добър сценарий                               | Греъм Мур                   | номинация                   |
| Най-добра филмова музика                         | Александър Деспла           | номинация                   |
| Най-добър актьор в драматичен филм               | Бенедикт Къмбърбач          | номинация                   |
| Най-добра актриса в поддържаща роля              | Кийра Найтли                | номинация                   |
| Европейски филмови награди (12 декември 2015 г.) |                             |                             |
| Награда на публиката                             | Награда на публиката        | номинация                   |
| Сателит (15 февруари 2015 г.)                    |                             |                             |
| Най-добър адаптиран сценарий                     | Греъм Мур                   | награда                     |
| Най-добър филм                                   | Най-добър филм              | номинация                   |
| Най-добри декори                                 | Най-добри декори            | номинация                   |
| Най-добър режисьор                               | Мортен Тилдум               | номинация                   |
| Най-добър филмов монтаж                          | Уилям Голденбърг            | номинация                   |
| Най-добра филмова музика                         | Александър Деспла           | номинация                   |
| Най-добър актьор                                 | Бенедикт Къмбърбач          | номинация                   |
| Най-добра актриса в поддържаща роля              | Кийра Найтли                | номинация                   |
| Сатурн (25 юни 2015 г.)                          |                             |                             |
| Най-добър трилър филм                            | Най-добър трилър филм       | номинация                   |
| Емпайър (29 март 2015 г.)                        |                             |                             |
| Най-добър трилър филм                            | Най-добър трилър филм       | награда                     |
| Най-добър филм                                   | Най-добър филм              | номинация                   |
| Най-добър британски филм                         | Най-добър британски филм    | номинация                   |
| Най-добър режисьор                               | Мортен Тилдум               | номинация                   |
| Най-добър актьор                                 | Бенедикт Къмбърбач          | номинация                   |
| Най-добра актриса                                | Кийра Найтли                | номинация                   |